# Cantón Baba
Cantón Baba är en kanton i Ecuador.   Den ligger i provinsen Los Ríos, i den centrala delen av landet, 210 km sydväst om huvudstaden Quito. Antalet invånare är 39 681. Arean är 516 kvadratkilometer.
Terrängen i Cantón Baba är mycket platt.